# Paul Horn (hudebník)
Paul Horn (17. března 1930 – 29. června 2014) byl americký flétnista. Hudbě se věnoval již od dětství; ve čtyřech letech začal hrát na klavír, v deseti na klarinet a ve dvanácti na saxofon. Později studoval hru na klarinet a flétnu na hudební konzervatoři ve městě Oberlin v Ohiu; po dokončení této pokračoval ve studiích na Manhattan School of Music v New Yorku. Profesionální kariéru zahájil v polovině padesátých let, nejprve jako doprovodný hudebník, ale brzy začal vystupovat s vlastní skupinou. Zemřel v roce 2014 ve věku 84 let.